# Johan Christian Almer
Johan Christian Almer (1741 – 5. juli 1772) var en dansk maler og tegner.
Almer var søn af assessor Almer, sprogmester ved Sorø Akademi, og lærte malerkunsten hos Carl Gustaf Pilo. Almers far havde støttet Pilo, da han kom til Danmark og giftede sig med en søster til Pilos hustru. Efter at have vundet alle Akademiets medaljer blev han i 1766 tegnelærer for de kongelige pager med 200 Rigsdaler i årlig løn og, da denne plads inddroges, ved Akademiets dekorationsskole (1772). Det var den bitre nød, som drev Almer, om hvis kunstnertalent man, ikke uden grund, nærede høje tanker, til at modtage denne beskedne plads. Året før var Abildgaard blevet foretrukken for ham til at nyde det store stipendium; dog kom Almer snart efter også til at rejse, således at han skulle nyde de 150 Rigsdaler af sin løn som informator, medens resten skulle anvendes til løn for hans midlertidige stedfortræder. Almer gik først til Paris og derpå, i 1774, til Rom, hvor han traf Abildgaard. Her følte den beskedne Almer sig trykket til jorden af de hedengangne mestres storhed og begyndte at fortvivle om nogen sinde at blive til noget. 
Dertil faldt han snart i "Religions-Irringer", som det hedder i brev af 15. juni 1776 fra Abildgaard til Akademiet, og han efterstræbtes af proselytmagere, "der bestandig rørte ham på religionen og forsikrede ham om en pension, om han ville falde fra sine hidtil hafte meninger" dvs. apostasere (kætteri). Sygdom kom til, og til sidst forvildedes hans vistnok i forvejen ikke stærke forstand. Proselytmagerne forlod ham end ikke, da han grebet af sindssyge og på Abildgaards foranledning i syg tilstand blev bragt om bord på skib fra Livorno til Hamborg. Hjemme genvandt Almer sin forstand, men hans mod og kraft var knækket for bestandig. Han, af hvem man med rette havde ventet sig så meget, som havde været anset næsten for Abildgaards ligemand, rørte fast aldrig penselen mere. Stille og ubemærket passede han sin tjeneste som tegnelærer ved Akademiet, stille og ubemærket hensov han 5. juli 1772, uden engang at være blevet medlem af Akademiet, hvad han som informator var udelukket fra.